# جایزه سال موزه اروپا
جایزه موزه سال اروپا (به انگلیسی: European Museum of the Year Award (EMYA))، هر ساله توسط انجمن موزه اروپا (EMF) تحت نظارت شورای اروپا ارائه می‌شود. جایزه موزه سال اروپا مهم‌ترین جایزه سالانه در بخش موزه اروپا در نظر گرفته می‌شود.